# Kazuhide Uekusa
Kazuhide Uekusa (植草一秀 Uekusa Kazuhide?,  nacido en Tokio, el 18 de diciembre de 1960), es un economista japonés, exprofesor de la Universidad de Waseda y Presidente de la Three-Nations Research Institute Co., Ltd, que se hizo conocido en Japón por su conducta indecente.

## Carrera
Uekusa ingresó en el Nomura Research Institute en abril de 1983 tras haberse graduado en la Universidad de Tokio. Fue empleado como investigador para el Instituto de Políticas Monetarias y Fiscales en el Ministerio de Finanzas en julio de 1985. Más tarde fue nombrado profesor asistente en el Instituto de Investigación Económica en la Universidad de Kioto en junio de 1991. En abril de 2003 se convirtió en profesor en la Universidad Waseda. Más tarde estableció el Three-Nations Research Institute, y fue nombrado presidente de la entidad el 1 de abril de 2005. Además, Uekusa ha sido conferencista y comentarista de televisión.

## Obras
- Political economy of an interest rate, exchange, the stock prices (金利・為替・株価の政治経済学 Kinri kawase kabuka no seiji keizaigaku). Iwanami Shoten, Tokio 1992, ISBN 4000041738
- Japanese general settlement of account (日本の総決算 Nihon no sōkessan). Kōdansha, Tokio 1999, ISBN 4062063301
- A modern Japanese economical policy theory (現代日本経済政策論 Gendai Nihon keizai seisakuron). Iwanami Shoten, Tokio 2001, ISBN 4000262688

- Datos: Q382677